# Sericoides philippiana
Sericoides philippiana är en skalbaggsart som beskrevs av Von Dalle Torre 1912. Sericoides philippiana ingår i släktet Sericoides och familjen Melolonthidae. Inga underarter finns listade i Catalogue of Life.